# 시티즈: 스카이라인 II
《시티즈: 스카이라인 II》(Cities: Skylines II)는 콜로설 오더가 개발하고 패러독스 인터랙티브가 퍼블리싱하여 발매한 도시 건설 시뮬레이션 게임이다. 2015년 시티즈: 스카이라인 발매 이후 8년만에 출시된 후속작으로, 교통 AI와 도시 계획, 인구 규모과 같은 시뮬레이션 요소가 전작에 비해 개선되고 확장되었다. 2023년 10월 24일 발매되었으며, 플레이스테이션 5, 윈도우, 엑스박스 시리즈 X/S 플랫폼으로 출시될 예정이다.

## 게임 플레이
전작에서와 마찬가지로, 플레이어에는 도시를 만들 수 있는 가상의 빈 토지가 주어진다. 플레이어는 도로나 산업 시설, 서비스 건물과 같은 공공 서비스를 제공하여 주거와 상업 수요를 끌어들이는 한편, 세금이나 조례와 같은 정책을 통해 자금을 융통하면서 도시를 성장시키는 과업을 수행하여야 한다.
플레이어는 게임을 처음 시작할 때 타일 한 칸에서 시작하지만 도시 기금을 이용해 추가 타일을 구입하여 도시를 확장할 수 있다. 추가 타일을 전부 해금할 경우 총 441개의 타일(159 km2)로 이루어진 도시 전체 영역에서 플레이할 수 있으며, 이는 전작의 9개 타일(36 km2)과 리마스터 에디션의 25개 타일(100 km2)에 비해 확장된 것이다.

## 개발
시티즈: 스카이라인 II는 전작과 마찬가지로 유니티 엔진으로 개발되었다. 윈도우 버전으로만 먼저 출시되었던 전작과는 달리 여러 플랫폼으로 동시에 개발되어, 전작에서 언급되었던 콘솔 플랫폼에서의 게임 성능 저하 문제가 개선될 것으로 보인다.

## 발매
2023년 10월 24일 발매되었으나, 콘솔 버전의 경우에는 최적화 문제 때문에 발매가 내년으로 연기되었다.

### DLC와 확장팩
시티즈 스카이라인: II에서는 확장팩과 어셋 팩, 컨텐츠 팩, 라디오 스테이션과 같이 여러 종류의 DLC를 제공하고 있다.

## 논란

### 최적화 문제
시티즈 스카이라인: II는 발매 전부터 최적화 문제로 인해 권장 사양을 크게 높이면서 논란이 되었는데, 발매 직후 현존하는 최고 성능의 그래픽 카드에서도 GPU 사용량이 지나치게 높은 등 최적화 문제가 심각하게 대두되었다. 이로 인해 혹평이 있었으며, 결국 발매 2일만에 최적화 패치가 시행되었다.